# Landeskriminalamt

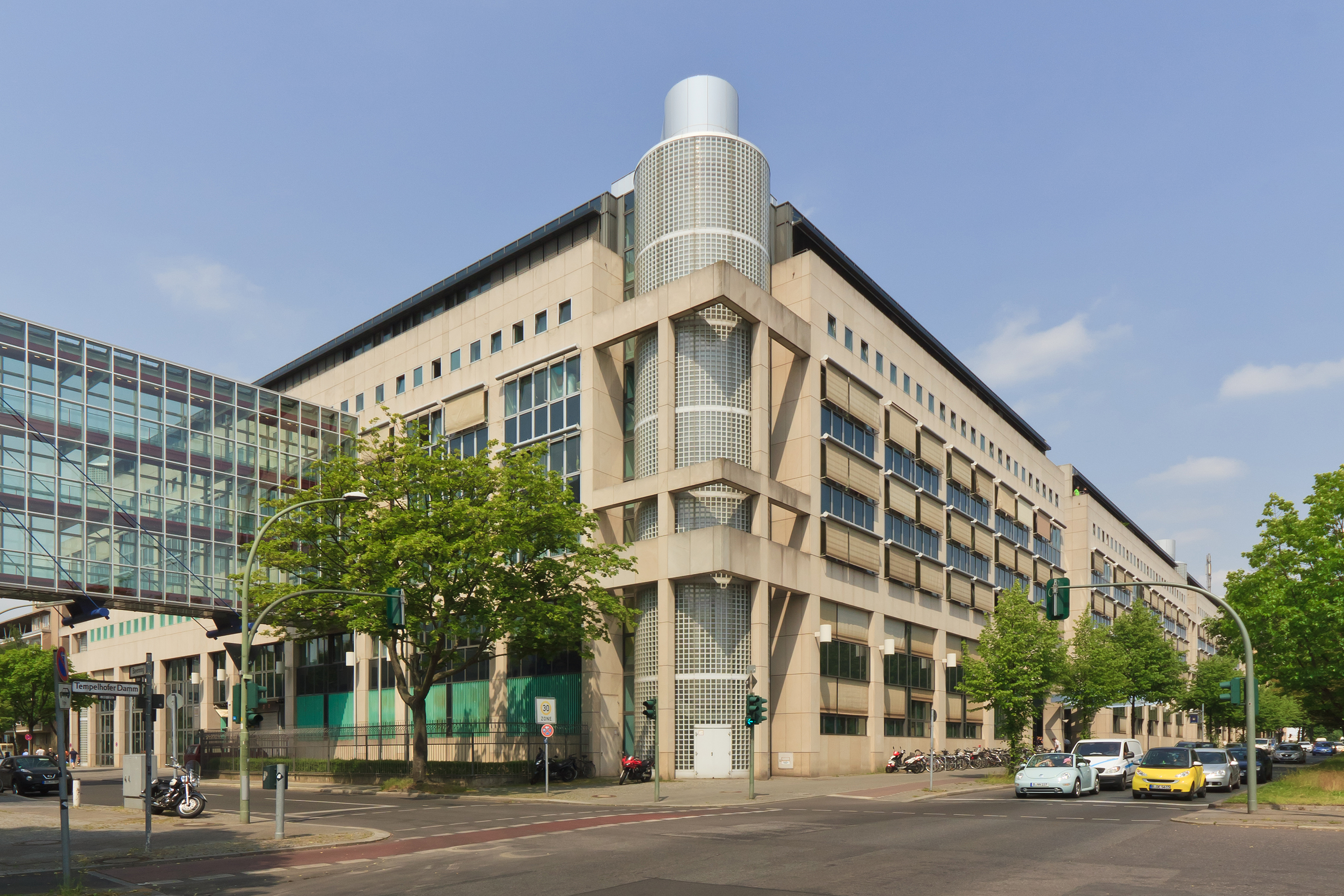
Prédio da LKA da Polícia de Berlim

Landeskriminalamt (LKA) é a agência estadual de investigações da Alemanha, subordinada às polícias estaduais. Cada estado alemão tem na estrutura policial um escritório da LKA, que, geralmente, fica localizado nas suas respectivas capitais.

## Atribuições
As atribuições da Landeskriminalamt são basicamente supervisionar as operações policiais destinadas a prevenir e investigar as infrações penais, bem como coordenar as investigações que envolvam mais de um estado da Alemanha onde tenha um escritório da LKA.

## Estrutura
Cada Landeskriminalamt também é um moderno escritório central de informações e análise de inteligência policial no país e no exterior, onde pode assim transmitir os dados às respectivas polícias locais. Ela recolhe dados sobre delitos, criminosos e estatísticas criminais em que são utilizados como base para novas estratégias, tomada de decisões políticas e iniciativas legislativas. Analisa também ofensas em determinadas áreas, avalia o trabalho policial executado em cada caso, onde descreve todos os dados colhidos, em relatórios anuais.